# 拉沙佩勒-蒙布朗代
拉沙佩勒-蒙布朗代（法語：La Chapelle-Montbrandeix）是法国利穆赞大区上维埃纳省的一个市镇，属于罗什舒阿尔区和罗什舒阿尔县。该市镇2009年时的人口为256人。

## 人口
拉沙佩勒-蒙布朗代人口变化图示
| 数据来源：INSEE |